# Clackmannan
Clackmannan (gälisch Clach Manann oder Clach Mhanainn) ist eine Stadt in der schottischen Council Area Clackmannanshire und Hauptort der gleichnamigen traditionellen schottischen Grafschaft. Sie ist etwa fünf Kilometer südöstlich des administrativen Zentrums Alloa und  18 km nordwestlich von Dunfermline gelegen. Der Firth of Forth verläuft etwa 2,5 km südwestlich. Im Jahre 2011 verzeichnete Clackmannan 3441 Einwohner.

## Geschichte
Angeblich wurde im 5. Jahrhundert am Ort von Clackmannan eine Kirche errichtet. Die heutige Kirche wurde im Jahre 1815 von James Gillespie Graham gebaut. Im Stadtzentrum befindet sich der Stone (Clack) of Mannan, der angeblich dem Meeresgott Mannan geweiht ist. Auf einem nahegelegenen Hügel steht der Clackmannan Tower, ein strategischer, befestigter Turm aus dem 12. Jahrhundert, welcher einen guten Überblick über die Umgebung ermöglicht. Er diente auch König Malcolm IV. zeitweise als Residenz. Im 14. Jahrhundert gelangte er in Besitz der Bruce’, die auch das bis heute erhaltene Bauwerke errichteten und im 16. und 17. Jahrhundert ausbauten.
Nahe Clackmannan gab es historisch zwei Whiskybrennereien, die Kennetpans- (1773–1825) und die Kilbagie-Brennerei (1777–1852).

## Söhne und Töchter der Stadt
- John Balfour, 1. Baron Kinross (1837–1905), Jurist und Politiker
- Alasdair Fraser (* 1955), Fiddlespieler